# Pereute lindemannae
Pereute lindemannae is een vlindersoort uit de familie van de Pieridae (witjes), onderfamilie Pierinae.
Pereute lindemannae werd in 1970 beschreven door Reissinger.